# Isla de Ré
La Isla de Ré (del francés: Île de Ré) es una isla costera francesa situada en el océano Atlántico frente a La Rochelle, en el departamento de Charente Marítimo, separada del continente al norte por el Pertuis Bretón y la Isla de Oleron, y al sur por el pertuis d'Antioche.
La isla tiene 30 km de largo y 5 km de ancho de superficie plana y está conectada con el continente por un puente de 2,9 km de largo terminado en 1988.

## Administración
Administrativamente es parte del departamento de Charente Marítimo en la región de Nueva Aquitania. 
Está dividida en 10 comunas (de este a oeste): Rivedoux-Plage, La Flotte, Sainte-Marie-de-Ré, Saint-Martin-de-Ré, Le Bois-Plage-en-Ré, La Couarde-sur-Mer, Loix, Ars-en-Ré, Saint-Clément-des-Baleines y Les Portes-en-Ré.

## Historia

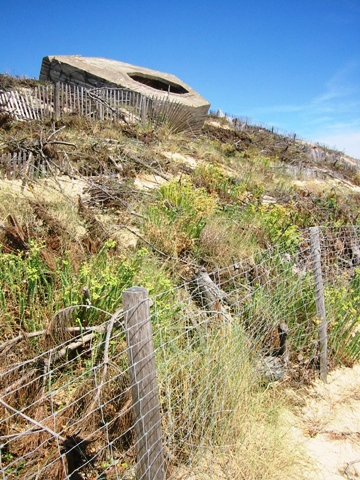
Un búnker alemán en una de las playas de la isla.

Durante la época romana, la Isla de Ré era un archipiélago conformado por tres islas pequeñas. El espacio entre estas se ha ido llenando progresivamente, por una combinación de actividad humana (campos de sal ganados al mar) y sedimentación.
En 1627, una fuerza inglesa de invasión comandada por George Villiers, I duque de Buckingham, atacó la isla para relevar el sitio de La Rochela. Después de tres meses de combates y de sitios, el duque fue derrotado y se vio obligado a retirarse.
El puerto principal, Saint-Martin-de-Ré, fue fortificado por Vauban en 1681, y utilizado más adelante como una cárcel a la manera de los asentamientos penales de Nueva Caledonia y Guayana Francesa.
Durante la Segunda Guerra Mundial, las playas de la isla fueron fortificadas por las fuerzas alemanas con búnkeres, para bloquear una posible invasión marítima, dentro de la cadena de puntos de refuerzo que fue el Muro Atlántico. Muchos de los búnkeres siguen siendo visibles, en estado más o menos abandonado. Varias escenas de la película El día más largo fueron filmadas en las playas de la Isla de Ré.

## Vida en la isla

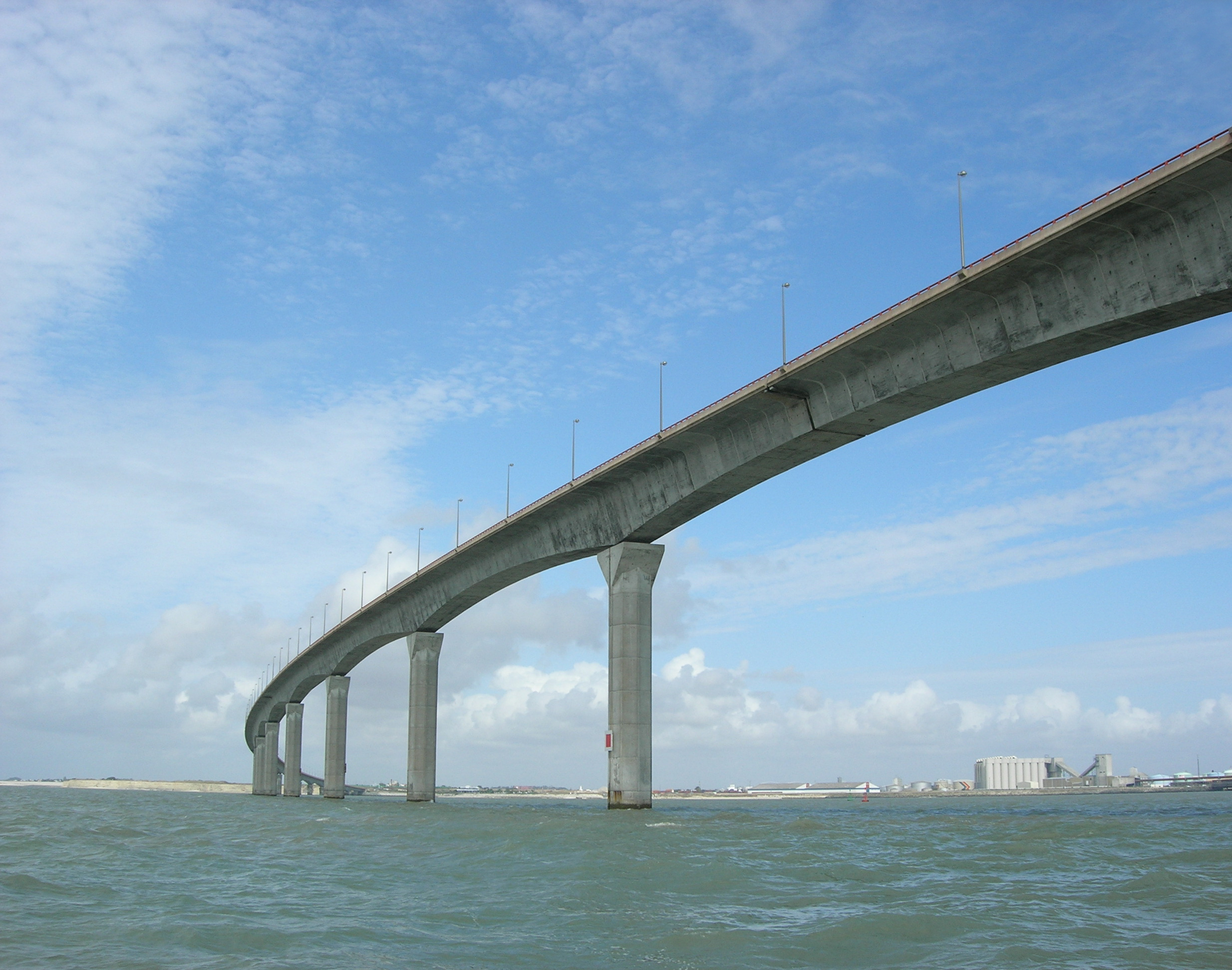
Puente de peaje que conecta la isla con el continente.

La zona es un destino turístico conocido. Tiene aproximadamente las mismas horas de sol que la Costa Azul. En la isla se siente constantemente una ligera brisa, y la temperatura del agua suele ser fresca. Está rodeada de playas arenosas ligeramente inclinadas.
La población varía enormemente. En invierno suele haber unas 16.000 personas, pero en verano esta cifra se dispara llegando a las 160.000. La isla está cubierta de vías para bicicletas, lo que demuestra que los residentes rara vez utilizan el coche para sus desplazamientos. En ella abundan los cámpines y los hoteles, así como los grandes supermercados y todo tipo de instalaciones de ocio. Tiene una población flotante que solo está allí el tiempo que duran sus vacaciones.
La vida nocturna consiste en ir a Saint-Martin, el puerto principal, o a La Flotte, y caminar a lo largo de los muelles y el puerto o alrededor de las tiendas, que cierran muy tarde. Los restaurantes son muy abundantes y la isla es un destino popular para ir de compras.
Una de las celebridades nacida en la isla es Lionel Jospin, primer ministro de Francia desde 1997 hasta 2002, y al que se ve regularmente pasando sus vacaciones allá.
Hay disponibilidad de ostras y pescado fresco. También una tradición según la cual los pescadores, al volver de la pesca, venden una pequeña cantidad de su retén directamente en los muelles para poder comprarse una bebida. Los mercados están abiertos diariamente en las ciudades principales.

## Galería

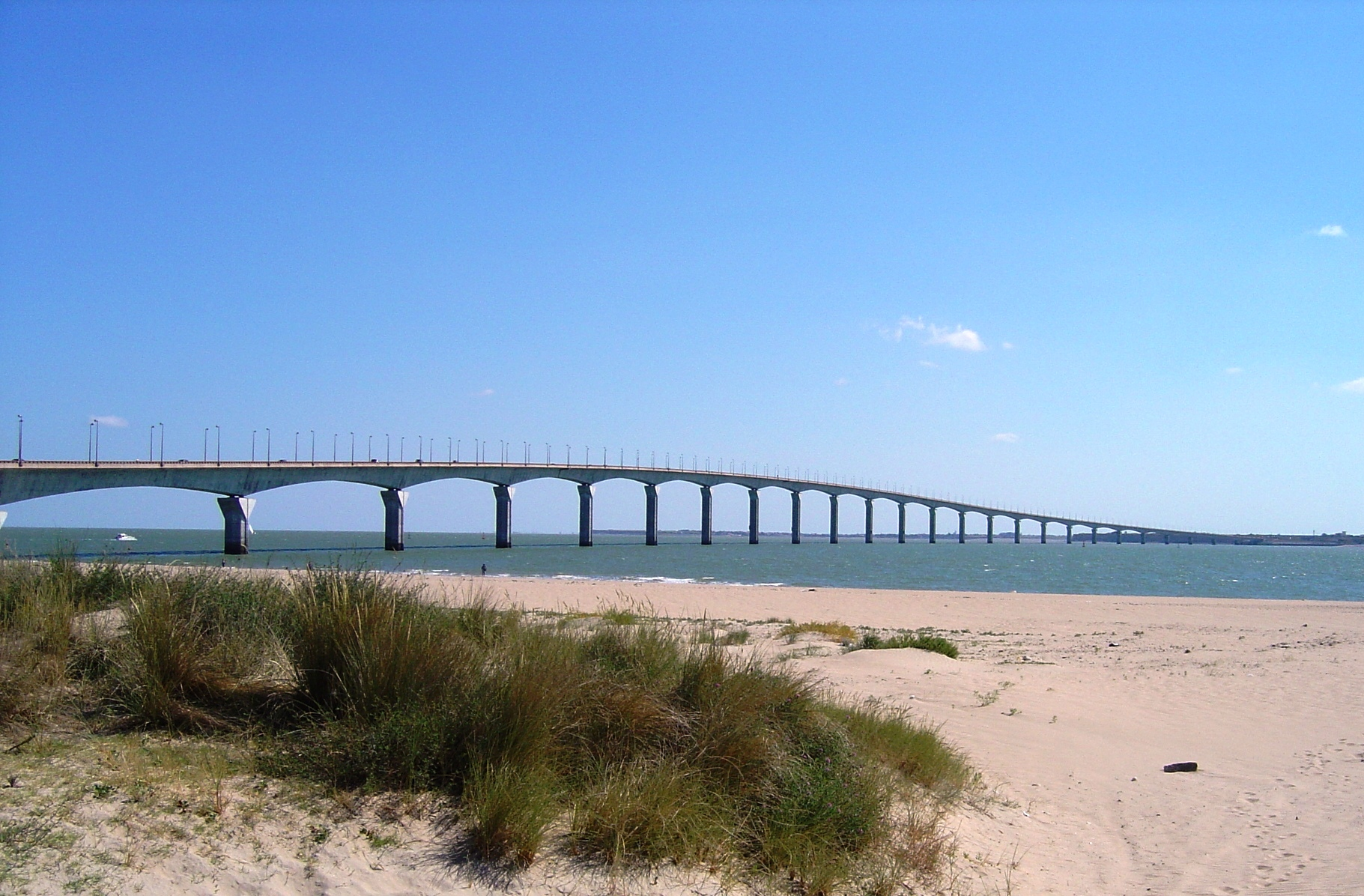
Puente de la Isla de Ré desde Sablanceau/ Rivedoux-Plage.
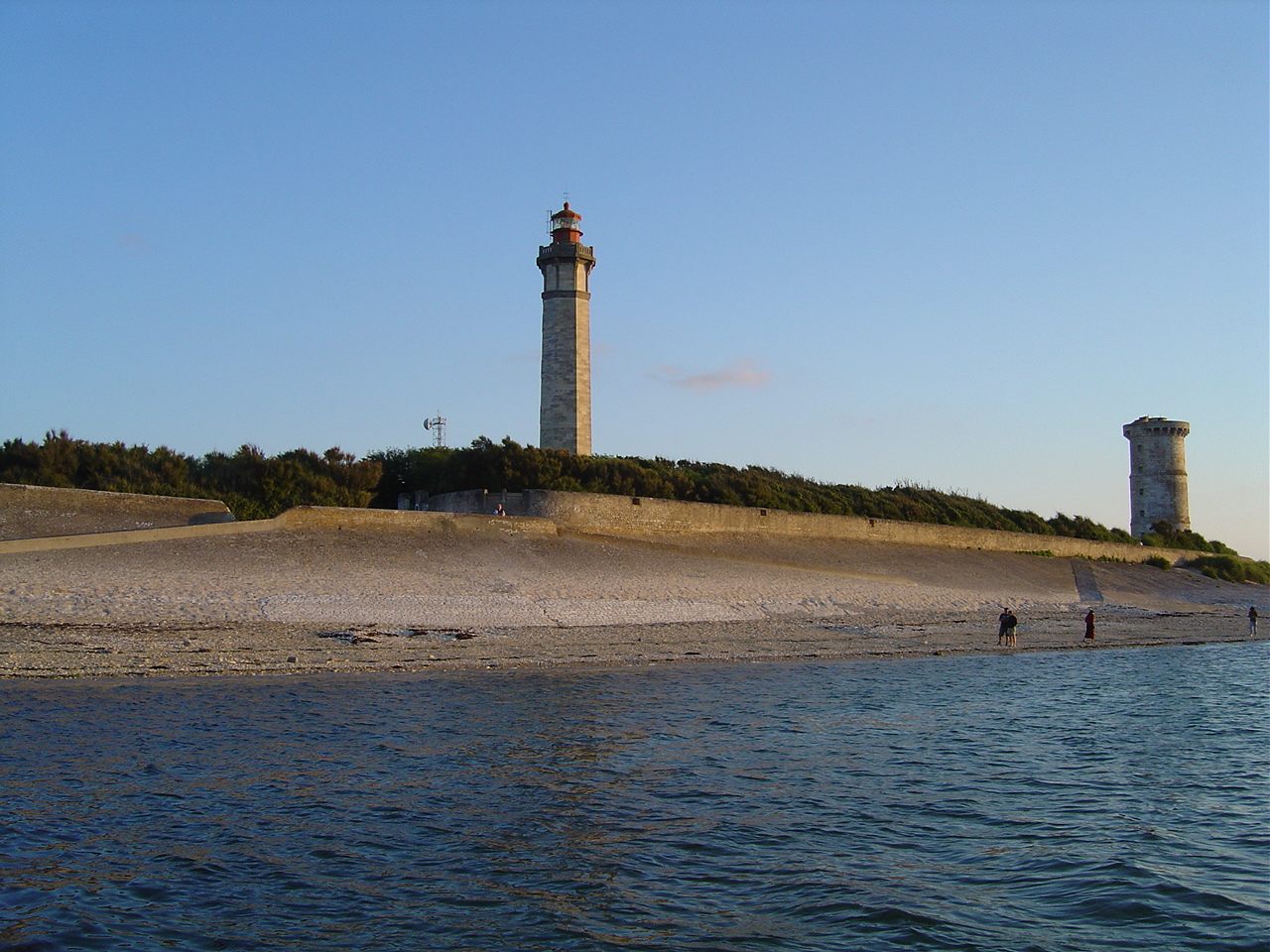
El Phare des Baleines (Faro de las Ballenas en francés).
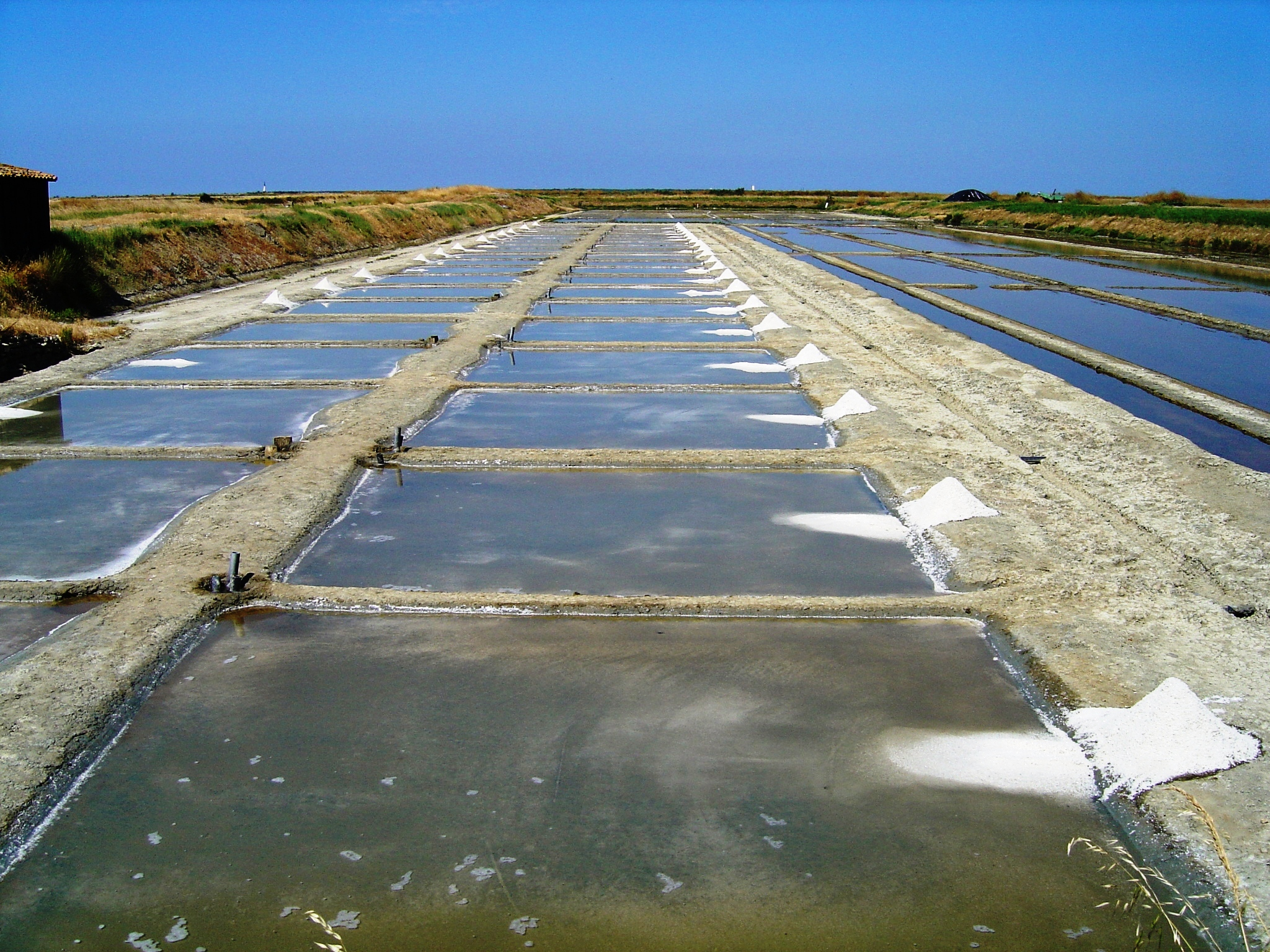
Campos de sal en Loix-en-Ré.